# Positif (album)
Pour les articles homonymes, voir Positif.
Albums de Jean-Jacques Goldman
Jean-Jacques Goldman (Minoritaire)
(1982) Non homologué
(1985)
Singles
1. Envole-moi / Dors bébé, dors
Sortie : janvier 1984
2. Encore un matin / Petite Fille
Sortie : mai 1984
3. Long Is the Road (Américain) / P'tit blues peinard
Sortie : octobre 1984

Positif est le troisième album de Jean-Jacques Goldman sorti en janvier 1984.

## Historique
Il est entièrement composé de titres écrits spécialement pour l'album par Goldman (les titres du second album ayant été composés à la fin des années 1970), les plus connus étant Envole-moi, Petite Fille, Encore un matin et Long Is the Road (Américain).
Une version remasterisée de cet album est sortie en 2013.
Le saxophoniste John Helliwell est connu pour faire partie du groupe de rock progressif britannique Supertramp.
L'album entre au Top 50 de janvier à mars 1985 et reste une semaine à la quatorzième place.

## Titres
| No | Titre                        | Durée |
| -- | ---------------------------- | ----- |
| 1. | Envole-moi                   | 5:07  |
| 2. | Nous ne nous parlerons pas   | 4:20  |
| 3. | Plus fort                    | 3:52  |
| 4. | Petite Fille                 | 4:28  |
| 5. | Dors bébé, dors              | 3:25  |
| 6. | Je chante pour ça            | 4:14  |
| 7. | Encore un matin              | 4:11  |
| 8. | Long Is the Road (Américain) | 4:56  |
| 9. | Ton autre chemin             | 7:18  |

## Vidéoclips (DVD)
1. Envole-moi (Clip officiel originel) - 3:25  (et  3: 37  pour le second clip)
2. Encore un matin (Clip officiel) - 4:13
3. Long Is the Road (Américain) (Clip officiel) - 4:46

Les clips sont réalisés par Bernard Schmitt

## Crédits
- Basse : Guy Delacroix
- Batterie : Manu Katché
- Chœurs : Catherine Bonnevay, Jean-Jacques Goldman, Jean-Pierre Janiaud et Dominique Poulain
- Claviers : Jean-Jacques Goldman
- Guitares : Claude Engel, Jean-Jacques Goldman, Alain Pewzner, Kamil Rustam et Patrice Tison
- Orgues et synthétiseurs : Roland Romanelli
- Percussions : Marc Chantereau
- Piano : Jean-Yves D'Angelo
- Saxophones : John Helliwell
- Violon : Patrice Mondon

## Classements
| Classement (1984)                | Meilleure position |
| -------------------------------- | ------------------ |
| Europe (European Top 100 Albums) | 64                 |
| France (SNEP)                    | 3                  |

## Certifications
| Année | Ventes    | Certification |
| ----- | --------- | ------------- |
| 1984  | 300 000   | Platine       |
| 1989  | 600 000   | 2 × Platine   |
| 1995  | 1 000 000 | Diamant       |